# Concrete Revolutio
Konkurīto Reborutio: Chōjin Gensō (コンクリート・レボルティオ ～超人幻想～ lit. Concrete Revolutio: Fantasmagoría Sobrehumana?) es un anime de superhéroes creada y escrita por Shō Aikawa, dirigida por Seiji Mizushima, producida por Bones y con diseños de personajes de Yoshiyuki Ito. Comenzó a emitirse en Japón en octubre de 2015. Una segunda temporada debutó el 3 de abril de 2016.

## Trama
En el año Apoteosis 41 (AD 1962), la Tierra es el hogar de superhumanos y fenómenos paranormales de todo tipo, desde extraterrestres y niñas mágicas hasta fantasmas y robots transformadores. Sin embargo, el conocimiento oficial de estos seres se mantiene oficialmente en secreto por los gobiernos del mundo. El gobierno japonés ha establecido en silencio el "Laboratorio de Investigación de Superpoblación", a.k.a. el "Buró sobrehumano", para realizar un seguimiento de todos los seres sobrehumanos en el país y eliminarlos si representan una amenaza para la humanidad. En el presente, el miembro de la Mesa, Jiro Hitoyoshi, se encuentra reclutando nuevos superhumanos para la Mesa en el curso de su trabajo. Sin embargo, cinco años después, en Apoteosis 46, Jiro se convierte en un vigilante que huye de la Oficina mientras el resto de sus miembros se ocupan de las consecuencias de sus acciones anteriores.

## Personajes

### Superhuman Bureau
Jiro Hitoyoshi (人吉 爾朗 Hitoyoshi Jirō?)
Seiyū: Kaito Ishikawa
El protagonista masculino de la serie, el hombre clave del Buró sobrehumano y el único humano real del grupo. Es un "aliado de la justicia" y busca proteger a todos los superhumanos, tanto héroes como villanos. En el episodio 4, se revela que él mismo tiene una habilidad sobrehumana: la capacidad de producir y controlar grandes llamas carmesí desde su brazo izquierdo. Estas llamas tienden a quemar cualquier cosa con la que entren en contacto, aunque él tiende a perder el control sobre ella. El brazo izquierdo de Jirō tiene correas blancas con marcas rojas y tres engranajes dentro de su brazo, que se pueden desbloquear para activar su poder. Una vez que se desbloquea la tercera marcha, pierde el control de sí mismo y se vuelve loco. Emi es el único que puede cerrar y sellar los engranajes en su brazo, volviendo a la normalidad. Conduce un superdeportivo plateado que puede transformarse en un mech cuadrúpedo llamado "Equus". Más tarde se revela que Jirō es un Kaiju de otra dimensión, que es donde se originan sus poderes.
Kikko Hoshino (星野 輝子 Hoshino Kikko?) ,
Seiyū: Sumire Uesaka
Una chica mágica interesada en el manga, especialmente por sus representaciones ficticias de chicas mágicas. Ullr menciona que Kikko es en realidad un demonio de otra dimensión que gana poder indirectamente formando una especie de contrato con los que salva. Como demonio, es candidata para convertirse en la reina del mundo de los demonios y fue enviada al mundo humano en busca de un marido. Cuando se transforma en su forma mágica de niña, su cabello se vuelve lavanda y usa un vestido extravagante. Kikko usa un bastón que está cubierto con un adorno de estrella, aunque también puede usar este bastón sin transformarse. En su atuendo de reino del diablo, Kikko está vestida de negro con mucha menos cobertura. Ella usa una capa, un casco inusual que bordea su rostro y usa un arma llamada "Comet Tail" que parece salir de la estrella de Ullr. Mientras está en su forma diabólica, su personalidad es despiadada y es mucho más poderosa. Kikko desarrolla un sentimiento por Jirō y es un rival de Emi por su afecto.
Emi Kino (鬼野 笑美 Kino Emi?)
Seiyū: Aki Toyosaki
Un mitad humano mitad yōkai que ha vivido con Jirō desde que eran jóvenes y cuyos poderes incluyen el control de las aves y el cambio de forma. Ella es muy protectora con Jirō y ha tenido sentimientos por él desde que eran jóvenes y una vez afirmó ser su prometida. Odia cuando Kikko se acerca a él, ya que la ve como una rival por su afecto. Emi lleva un abrigo contorneado blanco y azul. Debajo del abrigo, ella usa una camisa gris oscuro de manga larga con las mangas subiendo y cortando sus nudillos. Esto se combina con una minifalda de lápiz de arándano y botas grises muy altas con tacones y botones dorados. También es la única que puede restaurar las cerraduras que mantienen a raya las llamas de Jirō sin que la maten. Emi también es capaz de controlar zorros como espíritus que pueden seguir y rastrear personas.
Fuurouta (風郎太 Fūrōta?)
Seiyū: Eriko Nakamura
Un fantasma que puede cambiar de forma a voluntad y atravesar objetos inorgánicos. Le encanta jugar bromas infantiles a las personas, y está atrapado para siempre con el cuerpo y la personalidad de un niño. Jirō lo recomienda para unirse a la Oficina Sobrehumana.
Hyōma Yoshimura (芳村 兵馬 Yoshimura Hyōma?)
Seiyū: Tokuyoshi Kawashima
Generalmente llamado "Sr. Jaguar", Yoshimura es un hombre del siglo 25 que fue enviado por la Patrulla del Tiempo para destruir a los Defensores de la Historia Libre. Sus poderes incluyen la transformación en un jaguar y detener el tiempo usando su reloj de bolsillo. También es un genio físico y creó Equus. Decidió que podría mejorar el futuro si cambiaba el pasado, dejando así la Patrulla del Tiempo y formando un coeficiente intelectual.
Daishi Akita (秋田 大志 Akita Daishi?)
Seiyū: Tetsuo Kanao
Raito Shiba (柴 来人 Shiba Raito?)
Seiyū: Kenichi Suzumura
Un detective anteriormente humano que fue asesinado durante un caso, su personalidad fue implantada en el cuerpo de un androide por un científico no identificado. Raito es el único detective de la Policía Metropolitana de Tokio que trabaja en casos sobrehumanos, aunque se encuentra bloqueado por el Buró Superhumano cuando encubren evidencia.
Magotake Hitoyoshi (人吉 孫竹 Hitoyoshi Magotake?)
Seiyū: Shinichiro Miki
Un profesor que se desempeña como experto técnico de la Oficina Superhumana. Aunque su conocimiento es principalmente en física y robótica, también ha estudiado suficiente antropología para tratar con superhumanos orgánicos.
Ullr (ウル Ullr?)
Seiyū: Tōru Ōkawa
El asistente de Kikko, Daruma.

### Superhumans
Grosse Augen/Akira Shirota (グロスオーゲン/白田晃 Gurosu Ōgen/Shirota Akira?)
Bureau: Masakazu Nishida
Un oficial de policía llamado Akira se fusiona con un alienígena aterrizado en un choque, Grosse Augen. Utilizó el poder del alienígena para luchar contra monstruos gigantes y amenazas del espacio exterior, mientras compartía su propia vida para garantizar la seguridad de Augen. Sin embargo, cuando la Oficina Superhumana lo ve como una amenaza debido a su tamaño, Hitoyoshi fue enviado a matarlo, pero en realidad le ordenó a Akira que diera su vida a Augen para que el alienígena abandonara este planeta mientras tomaba un S Planeteriano inconsciente como sustituto., lo que le permite luchar como superhéroe una vez más. En Apoteosis 46, ayudó a Hitoyoshi después de huir de la Oficina Sobrehumana.
S Planeterian (S遊星人 Esu Wakuseijin?)
Bureau: Chikara Osaka
Un invasor alienígena y némesis de Grosse Augen. Fue derrotado por Augen con la ayuda de Equus. Se encogió y quedó inconsciente, permitiendo que Akira usara su cuerpo mientras Augen regresaba a su planeta de origen. Su cuerpo tiene marcas azules, que cambiaron a rojo cuando Akira lo poseía.
Tartarus Chujin (タルタロス蟲人 Tarutarosu Chujin?)
Una raza de insectos prehistóricos de los años antiguos, mantuvieron su existencia en la era moderna y firmaron un contrato con la humanidad para residir en el bosque. Pero después de que los políticos corruptos ordenaron la deforestación de sus hogares, buscaron venganza hasta que Fuurouta lanzó un bote de virus antiguo que detuvo con éxito su ataque pero puso en peligro su raza.
Campe (カムペ Kamupe?)
Chujin: Nana Mizuki
La reina del Tartarus Chujin, un día fue atrapada por un vendedor de bichos y ofreció a la venta a ¥100 000 Yen hasta que Fuurouta la rescató. Ella puede tomar la forma humana de una niña, que más tarde se convirtió en una mujer adulta siete años después. Ella despertó un interés en Fuurouta y se hizo amigo de él, pero después de que él mató a la mayoría de los Bugmen, intentó vengarse siete años después en Apoteosis 48, aunque la interferencia de Hiyotoshi detuvo sus asaltos. A pesar de haber cesado su venganza, es incapaz de hacerse amiga de Fuurouta debido a su edad y apariencia.

## Desarrollo
Bones dio a conocer el proyecto por primera vez en 1 de julio de 2015. La serie está dirigida por Seiji Mizushima y escrita por Shō Aikawa. Yoshiyuki Ito proporciona diseños de personajes y dirección de animación; Noizi Ito, Hekiru Hikawa y Ryō Hirao están a cargo de la creación de personajes y el diseño conceptual; y Kanetake Ebikawa, Takayuki Yanase, Toshiaki Ihara y Hideyuki Matsumoto están a cargo del diseño del concepto SF. Ken Ohtsuka es el director de animación mecánica de la serie, y Hiroki Matsumoto proporciona el diseño artístico de la serie. Masafumi Mima es el director de sonido de la serie. Anime Consortium Japan coprodujo la serie.

## Medios de comunicación

### Manga
El manga ha sido licenciado por Seven Seas Entertainment.

### Anime
El anime comenzó a transmitirse el 4 de octubre de 2015, para correr por dos cursos (medio año), transmitiéndose en Tokyo MX, Sun TV, KBS Kyoto y BS11. La serie se transmite en todo el mundo por Daisuki, y en América del Norte por Funimation. El tema de apertura, "Katararezu Tomo" (カタラレズトモ?), es interpretado por ZAQ, y el tema de cierre es interpretado por Yohske Yamamoto.
La segunda temporada se estrenó en abril de 2016.

#### Lista de episodio
Todos los episodios fueron escritos por Shō Aikawa, con algunas excepciones. Los episodios 9 y 17 fueron de Masaki Tsuji, 16 de Kazuki Nakashima y 20 de Gen Urobuchi.

### Manga
Una adaptación de manga con arte de Nylon comenzó a serializarse en septiembre   Número 2015 de la revista Young Ace de Kadokawa Shōten.
| N.º | Fecha de lanzamiento  | ISBN                   |
| --- | --------------------- | ---------------------- |
| 1   | 26 de octubre de 2015 | ISBN 978-4-04-103670-9 |

## Recepción
Nick Creamer de Anime News Network elogió el programa por su "exploración conmovedora de la naturaleza de la justicia en el contexto del Japón de posguerra", pero criticó la narrativa por ser confusa a veces.